# Rushden & Diamonds Football Club
El Rushden & Diamonds Football Club fue un club de fútbol inglés de la ciudad de Irthlingborough. Fue fundado en 1992 y jugaba en la Football Conference al momento de su disolución en el año 2011.

## Palmarés

### Torneos nacionales
- Football League Two (1):2003
- Football Conference (1):2001